# 迪潘指标线
在微分几何中，迪潘指标线（英语：Dupin indicatrix）是一个描述曲面局部形状的概念。通俗来讲，画一个平行于曲面上一点P的切平面并离切平面有微小距离的平面。考虑曲面与这个平面的交线，不难发现交线的形状与曲面在P点的高斯曲率有关。迪潘指标是平面接近切平面时极限过程的结果。该指标线的概念是19世纪法国数学家夏尔·迪潘发明的。

## 定义
对于方程为{\displaystyle {\boldsymbol {r}}(u,v)}的曲面S，在曲面上一点P可作无数个法截线，每个法截线在P点的曲率为法曲率。
设{\displaystyle \kappa _{n}}是对应于截面方向d的法曲率，沿截面方向d作长度为{\displaystyle {\frac {1}{\sqrt {|\kappa _{n}|}}}}的线段PN，则对所有方向d，点N的集合为曲面在P点的迪潘指标线。

## 迪潘指标线的方程
选取P为原点，{\displaystyle {\boldsymbol {r}}_{u},{\boldsymbol {r}}_{v}} 为基向量，则它们可构成曲面S在P点的切平面上的笛卡尔坐标系。设N点坐标为{\displaystyle (x,y)}，法截线方向d的切向量为，可得到：
{\displaystyle x{\boldsymbol {r}}_{u}+y{\boldsymbol {r}}_{v}={\sqrt {\frac {1}{|\kappa _{n}|}}}{\frac {\operatorname {d} \!{\boldsymbol {r}}}{|\operatorname {d} \!{\boldsymbol {r}}|}}}.
代入{\displaystyle \kappa _{n}={\frac {\mathrm {II} }{\mathrm {I} }}}，经过化简有：{\displaystyle Lx^{2}+2Mxy+Ny^{2}=\pm 1}.
其中L, M, N 是曲面第二基本形式，以上就是迪潘指标线的方程。

## 应用
从迪潘指标线的方程可知其表示以P点为中心的二次曲线，因此可以由二次曲线的类别对不同的P点进行分类：
1. 如果 {\displaystyle LN-M^{2}>0}, 则此时迪潘指标线为椭圆，P点成为曲面的椭圆点。
2. 如果 {\displaystyle LN-M^{2}<0}, 则此时迪潘指标线为双曲线，P点成为曲面的双曲点。
3. 如果 {\displaystyle LN-M^{2}=0}, 则此时迪潘指标线为一队平行直线，P点成为曲面的抛物点。
4. 如果 {\displaystyle L=M=N=0}, 则此时迪潘指标线不存在，P点成为曲面的平点。